# Copa CONMEBOL 1992
Navigation
Édition suivante
La Coupe CONMEBOL 1992 est la  première édition de la Copa CONMEBOL, qui est disputée par les meilleurs clubs des nations membres de la CONMEBOL non qualifiées pour la Copa Libertadores. Toutes les rencontres sont disputées en matchs aller et retour.
Elle voit le sacre de l'Atlético Mineiro du Brésil qui bat les Paraguayens du Club Olimpia en finale, lors de cette

## Huitièmes de finale
| Équipe 1                       | Résultat      | Équipe 2                    | Aller | Retour |
| ------------------------------ | ------------- | --------------------------- | ----- | ------ |
| Atlético Junior                | 7 - 0         | CS Marítimo                 | 6 - 0 | 1 - 0  |
| Vélez Sarsfield                | 0 - 2         | CSD Español                 | 0 - 0 | 0 - 2  |
| CA Peñarol                     | 1 - 1 7-6 tab | Danubio Fútbol Club         | 0 - 0 | 1 - 1  |
| Oriente Petrolero              | 0 - 5         | Club Olimpia                | 0 - 4 | 0 - 1  |
| Club Deportivo O'Higgins       | 0 - 2         | Gimnasia y Esgrima La Plata | 0 - 0 | 0 - 2  |
| Club Universitario de Deportes | 2 - 6         | Club Deportivo El Nacional  | 1 - 3 | 1 - 3  |
| Clube Atlético Bragantino      | 3 - 3 6-7 tab | Grêmio Porto Alegre         | 2 - 2 | 1 - 1  |
| Fluminense                     | 3 - 6         | Atlético Mineiro            | 2 - 1 | 1 - 5  |

## Quarts de finale
| Équipe 1            | Résultat      | Équipe 2                    | Aller | Retour |
| ------------------- | ------------- | --------------------------- | ----- | ------ |
| Grêmio Porto Alegre | 2 - 4         | Club Deportivo El Nacional  | 1 - 0 | 1 - 4  |
| Atlético Junior     | 2 - 5         | Atlético Mineiro            | 2 - 2 | 0 - 3  |
| Club Olimpia        | 0 - 0 4-3 tab | CSD Español                 | 0 - 0 | 0 - 0  |
| CA Peñarol          | 1 - 3         | Gimnasia y Esgrima La Plata | 0 - 0 | 1 - 3  |

## Demi-finales
| Équipe 1                   | Résultat      | Équipe 2                    | Aller | Retour |
| -------------------------- | ------------- | --------------------------- | ----- | ------ |
| Club Deportivo El Nacional | 1 - 2         | Atlético Mineiro            | 1 - 0 | 0 - 2  |
| Club Olimpia               | 0 - 0 3-0 tab | Gimnasia y Esgrima La Plata | 0 - 0 | 0 - 0  |

## Finale
- Matchs disputés les 16 et 23 septembre 1992.

| Équipe 1         | Résultat | Équipe 2     | Aller | Retour |
| ---------------- | -------- | ------------ | ----- | ------ |
| Atlético Mineiro | 2 - 1    | Club Olimpia | 2 - 0 | 0 - 1  |